# Salinen Austria
Die Salinen Austria AG ist ein österreichisches Unternehmen, das die Produktion und Veredelung von Salz (Natriumchlorid) und Kaliumsulfat zum Unternehmensziel hat. Sie wurde 1997 privatisiert und gehört heute zur Androsch-Gruppe und der Raiffeisenlandesbank Oberösterreich.

## Geschichte
Zwar ist das Unternehmen in der heutigen Form erst im Jahr 1997 gegründet worden, doch gehen die Ursprünge auf den Salzabbau im 15. und 16. Jahrhundert in Österreich zurück. So wurden laufend Besitzrechte durch Kaiser Friedrich III. und Maximilian I. angekauft um ein Salzmonopol in Österreich zu erhalten. Die Salinen in Bad Aussee, Hallein mit Dürrnberg, Hallstatt und Hall in Tirol behielten zwar ihre Sonderstellungen, gehörten aber schlussendlich auch zu diesem Monopol mit dem Staat als Eigentümer.
Von Aussee wurden auch die Salzlager in Bad Ischl, die erst im 16. Jahrhundert entdeckt wurden, abgebaut. So wurde 1571 in Ischl eine erste Sudpfanne in Betrieb genommen, weitere in Ebensee in den Jahren 1604 bis 1607.
Die landesfürstliche Kammer wollte aber nicht nur die Produktion, sondern auch den Salzhandel unter ihre Kontrolle bringen. Zu diesem Zweck wurden eigene ärarische Salzämter und Lager errichtet. Vom Handel zog man sich erst in der ersten Hälfte des 19. Jahrhunderts wieder zurück und erlaubte wieder einen privaten Handel.
Zu Beginn des 20. Jahrhunderts gab es die fünf Bergbaubetriebe in Altaussee, Bad Ischl, Hallstatt, Hallein und Hall in Tirol zu Österreich mit rund 2300 Beschäftigten. Unterstellt waren sie dem k.k. Finanzministerium.
Zwischen den beiden Weltkriegen wurde die Belegschaft durch den Wegfall großer Teile des Marktes auf 1400 reduziert. Im Jahr 1925 wurde eine eigene Generaldirektion der Österreichischen Salinen ins Leben gerufen.
Das Unternehmen nannte sich unter dem Nationalsozialismus Alpenländische Salinen, wo von 1942 bis 1945 Emmerich Pöchmüller Generaldirektor war, und im Salzbergwerk Altaussee ein Bergungsort für Kulturgüter eingerichtet wurde.
Auch nach dem Zweiten Weltkrieg wurde durch Rationalisierungen der Mitarbeiterstand weiter bis auf 600 Mitarbeiter im Jahr 1979 verringert. Die im Krieg geschlossenen Sudhütten in Hallstatt und Bad Ischl wurden noch einmal reaktiviert, bis sie 1965 endgültig stillgelegt wurden. Auch die Bergbaubetriebe wurden reduziert.
Im Jahr 1979 wurde das Staatsunternehmen in eine Aktiengesellschaft umgewandelt, bei der aber alle Aktien in Staatsbesitz verblieben. Erst im Jahr 1997 wurde die AG zu 100 % privatisiert, bei der schon die heutigen Eigentümer als Käufer auftraten. In diesem Jahr hatte die Salinen Österreich mit Speisesalz im Lebensmittelhandel einen Marktanteil von etwa 95 %.
Die Salinen Austria AG startete im Februar 2021 ihr bislang größtes Investitionsvorhaben der letzten 40 Jahre. In den nächsten fünf Jahren werden rund 115 Millionen Euro in die Erneuerung von Salz(siede)anlagen in Ebensee und in zusätzliche Bohrlochsonden für die Solegewinnung in Altaussee, Hallstatt und Bad Ischl investiert.
Dem Bad Ischler Nudelsalz der Salinen Austria AG wurde 2023 der Negativpreis Werbeschmäh des Jahres der NGO foodwatch Österreich zuerkannt. Das zu Tabletten je 14 g gepresste Salz in schlankem Twist-Off-Glas kostet pro Füllmenge das 12-Fache von Speisesalz im Halbkilo-Beutel. Die Salinen sehen nach Marktforschung eine Verkaufschance des Produkts.  Die empfohlene Dosierung von 1 Tablette, also 14 g Salz auf 1,5 l Wasser ergibt 0,93 g NaCl / 100 ml Lösung oder 0,92 Massenprozent, also etwa die Konzentration einer Isotonischen Kochsalzlösung.

## Organisation

### Unternehmenszweck
Nach österreichischem Bergrecht sind „Steinsalz und alle anderen mit diesem vorkommenden Salze“ bundeseigen, gehören also der Republik Österreich, sind also von der Grundeigentümerschaft ebenso ausgenommen wie der Bergfreiheit. Geregelt ist das im § 3 Abs 1 Z 1 Mineralrohstoffgesetz (MinroG). Die Salinen Austria sind diejenige Institution, die dieses Monopol im Auftrag der Republik wahrnimmt.

### Besitzverhältnisse
Eigentümer ist heute zu 100 % die Österreichische Salinen Aktiengesellschaft, deren Haupteigentümer sind zu 43,75 Prozent der ehemalige Finanzminister Hannes Androsch (zu 2,5 % er selbst und zu 41,25 % über die AIC Androsch International Management Consulting seine Privatstiftung) sowie zu 41,25 Prozent die Invest Holding GmbH (gehört über die Privatbank AG zu 100 % der Raiffeisenlandesbank Oberösterreich). 10 % sind in Eigentum der Belegschaft (Salinen-Mitarbeiter Privatstiftung).

### Salinen Austria Gruppe
Zur Salinen Austria Gruppe gehören außer den österreichischen Produktionsstätten weitere Verkaufsstätten in Belgrad, Budapest, Bukarest, Ljubljana, Mailand, Prag, Prešov und Varaždin.

## Tätigkeiten
Unternehmensziel ist die „Gewinnung und Verarbeitung von Salz und Sole, Erzeugung von Salzfolgeprodukten sowie Inlandsverkauf, Import und Export. Weiters entgeltliche Führungen und Besichtigungen des Bergbaues und Salinenbetriebes.“
Größte Salzabbaustätte ist das Salzbergwerk Altaussee.
Zusätzlich zum Hauptgeschäft bewegt sich das Unternehmen im Fremdenverkehr. So werden die Schaubergwerke in Hallein, Hallstatt und Altaussee von den Salinen betrieben (Salzwelten). Beteiligt sind die Salinen Austria auch an den Dachstein Eishöhlen. Außerdem werden zahlreiche Immobilien verwaltet, darunter auch historisch und architektonisch bedeutende Bauten.

### Produkte
Produziert werden aus den abgebauten Natriumchloridsalzen Siedesalze für die verschiedensten Verwendungszwecke:
- Speisesalz
- Nitritpökelsalz für die Fleischkonservierung
- Gewerbesalz für viele Zwecke der Weiterverarbeitung, wie für Reinigungsmittel und zur Wasserenthärtung
- Pharmasalz zur Herstellung von Medikamenten in reinster Form
- Viehsalz
- Auftausalz
- Industriesalz zur Glas-, Chlor- oder Natronlaugenherstellung
- Salz-Nebenprodukt: Kaliumsulfat für die Düngemittelherstellung